# Mistrzostwa Europy w Lekkoatletyce 1978 – bieg na 3000 m z przeszkodami mężczyzn

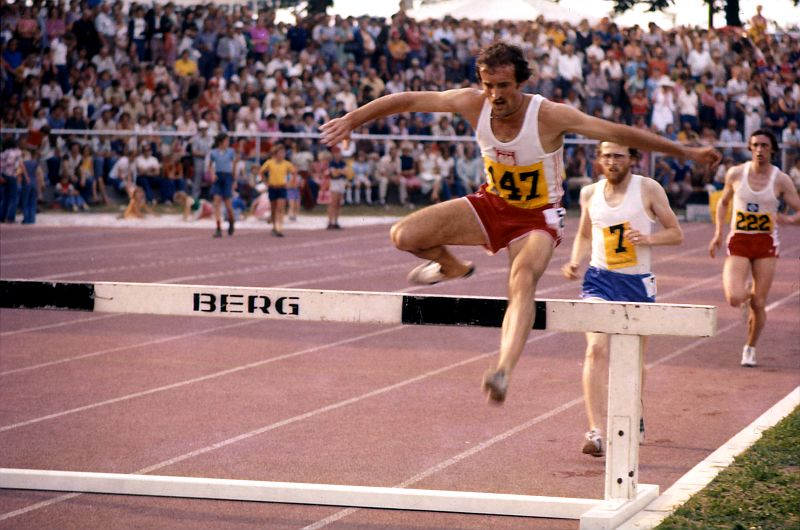
Bronisław Malinowski

Bieg na dystansie 3000 metrów z przeszkodami mężczyzn był jedną z konkurencji rozgrywanych podczas XII mistrzostw Europy w Pradze. Biegi eliminacyjne zostały rozegrane 1 września, a bieg finałowy 3 września 1978 roku. Zwycięzcą tej konkurencji został reprezentant Polski Bronisław Malinowski, który obronił złoty medal zdobyty na mistrzostwach w 1974. W rywalizacji wzięło udział trzydziestu dwóch zawodników z szesnastu reprezentacji.

## Rekordy
| Rekord świata     | Henry Rono (KEN)           | 8:05,04 | Seattle, Stany Zjednoczone | 13.05.1978 |
| Rekord Europy     | Anders Gärderud (SWE)      | 8:08,02 | Montreal, Kanada           | 28.07.1976 |
| Rekord mistrzostw | Bronisław Malinowski (POL) | 8:15,04 | Rzym, Włochy               | 07.09.1974 |

## Wyniki

### Eliminacje
Rozegrano trzy biegi eliminacyjne. Do finału awansowało po trzech najlepszych zawodników każdego biegu eliminacyjnego (Q), a także trzech spośród pozostałych z najlepszymi czasami (q).
Bieg 1
| Miejsce | Zawodnik             | Czas    | Uwagi |
| ------- | -------------------- | ------- | ----- |
| 1       | Giuseppe Gerbi       | 8:29,10 | Q     |
| 2       | Ismo Toukonen        | 8:29,5  | Q     |
| 3       | Krzysztof Wesołowski | 8:30,0  | Q     |
| 4       | František Bartoš     | 8:31,94 | q     |
| 5       | Manfred Schöeneberg  | 8:34,2  | q     |
| 6       | Dan Glans            | 8:34,5  |       |
| 7       | Dan Betini           | 8:34,9  |       |
| 8       | Władimir Fiłonow     | 8:39,0  |       |
| 9       | Paul Thijs           | 8:43,8  |       |
| 10      | Wolfgang Konrad      | 8:43,9  |       |

Bieg 2
| Miejsce | Zawodnik          | Czas    | Uwagi |
| ------- | ----------------- | ------- | ----- |
| 1       | Paul Copu         | 8:33,29 | Q     |
| 2       | Michael Karst     | 8:33,7  | Q     |
| 3       | Dennis Coates     | 8:34,7  | Q     |
| 4       | Serhij Olizarenko | 8:36,7  |       |
| 5       | Roberto Volpi     | 8:39,1  |       |
| 6       | Dušan Moravčík    | 8:43,2  |       |
| 7       | Kazimierz Maranda | 8:48,4  |       |
| 8       | Bruno Lafranchi   | 8:51,7  |       |
| 9       | Christer Ström    | 8:53,8  |       |
| 10      | Hans Koeleman     | 8:59,6  |       |
| 11      | Domingo Ramón     | 9:07,8  |       |

Bieg 3
| Miejsce | Zawodnik             | Czas    | Uwagi |
| ------- | -------------------- | ------- | ----- |
| 1       | Vasile Bichea        | 8:25,43 | Q     |
| 2       | Bronisław Malinowski | 8:25,58 | Q     |
| 3       | Patriz Ilg           | 8:30,4  | Q     |
| 4       | Władimir Lisowski    | 8:31,4  | q     |
| 5       | Gerhard Wetzig       | 8:36,1  |       |
| 6       | Jean-Luc Lemire      | 8:38,0  |       |
| 7       | Antonio Campos       | 8:38,2  |       |
| 8       | Milan Slovák         | 8:41,4  |       |
| 9       | Tapio Kantanen       | 8:46,0  |       |
| 10      | John Davies          | 8:57,4  |       |
| 11      | Jan Hagelbrandt      | 9:21,1  |       |

### Finał
| Miejsce | Zawodnik             | Czas    |
| ------- | -------------------- | ------- |
| 1       | Bronisław Malinowski | 8:15,08 |
| 2       | Patriz Ilg           | 8:16,92 |
| 3       | Ismo Toukonen        | 8:18,29 |
| 4       | Michael Karst        | 8:19,01 |
| 5       | Paul Copu            | 8:20,41 |
| 6       | Vasile Bichea        | 8:24,86 |
| 7       | František Bartoš     | 8:38,0  |
| 8       | Manfred Schöeneberg  | 8,40,1  |
| 9       | Giuseppe Gerbi       | 8:42,8  |
| 10      | Dennis Coates        | 8:44,0  |
| 11      | Krzysztof Wesołowski | 8:46,4  |
| 12      | Władimir Lisowski    | 9,00,5  |